# Mihajlovac (Negotin)
Pour les articles homonymes, voir Mihajlovac.
Mihajlovac (en serbe cyrillique : Михајловац) est un village de Serbie situé dans la municipalité de Negotin, district de Bor. Au recensement de 2011, il comptait 515 habitants.

## Démographie

### Évolution historique de la population
| 1948  | 1953  | 1961  | 1971  | 1981  | 1991  | 2002 | 2011 |
| ----- | ----- | ----- | ----- | ----- | ----- | ---- | ---- |
| 1 744 | 1 821 | 1 786 | 1 755 | 1 697 | 1 449 | 718  | 515  |

|  |